# Plectomantis rhodostima
Leptodactylus rhodostima es una especie de anfibio anuro de la familia de los leptodactílidos.

## Distribución geográfica
Se encuentra en Perú.